# Mairead McGuinness
Mairead McGuinness (Ardee, 13 de juny de 1959) és una política i periodista irlandesa, militant del Fine Gael. Ha estat diputada al Parlament Europeu des de 2004 a les legislatures vi, vii i viii, i vicepresident del Parlament Europeu des d'1 de juliol de 2014. Va exercir de periodista des de 1980 al 2004.